# Илменјоки
Илменјоки или Бегуновка (рус. Ильменйоки, Бегуновка, фин. Ilmeenjoki) финско-руска је река.
Свој ток започиње у мочварном подручју недалеко од државне границе између Финске и Русије. Даље тече у смеру југоистока, и након преласка на територију Русије у горњем делу тока представља природну границу између Лахденпохјанског рејона Карелије и Виборшког рејона Лењинградске области. Након што пресече железничку линију Виборг—Хијтола прелази на подручје Карелије где тече дужином око 5 km. Након тога тече територијом Приозерског рејона Лењинградске области.
У горњем делу тока река је позната по свом финском називу Илменјоки, у доњем делу тока узводно од Богатирског језера носи руски назив Бегуновка. Последња два километра тока низводно од истог језера позната је и као Проточна. Улива се у језеро Вуокса код варошице Кузњечноје, након 50 km тока. Укупна површина њеног сливног подручја је око 370 km².
Протиче кроз неколико језера: Питкајарви, Ејтјарви, Полево, Новонивско и Богатирско.